# Chiquititas (telenovela argentina de 2006)
Chiquititas 2006 —también conocida como Chiquititas sin fin o Siempre Chiquititas— es una telecomedia infantil argentina de 2006, creada y producida por Cris Morena, y emitida originalmente por Telefe. Es una adaptación de la serie homónima estrenada en 1995, realizada para celebrar el 10° aniversario de la franquicia original. Escrita por Walter Ferreyra Ramos y Delia Maunas y producida por RGB Entertainment y Telefe Contenidos, la serie fue emitida entre 2006 y 2007 a través de Disney Channel en algunos países de América Latina y España con el objetivo de repetir el éxito internacional de Floricienta.También se presentó la versión teatral de la obra en el Teatro Gran Rex en 2006.
Es protagonizada por Jorgelina Aruzzi, Gastón Ricaud y gran parte del elenco infantil y juvenil. Tuvo como antagonistas a Alejo García Pintos, María Carámbula, Mariana Briski y Ernesto Claudio. 

## Sinopsis
Magalí Garcés, una mujer al mando de la empresa de manzanas de su padre, vivió el dolor de que él entregara a su bebé a un orfanato hace siete años, ocultándole la verdad y diciéndole que había fallecido. Años después, Magalí descubre que su hijo está vivo, pero desconoce su género y paradero. Inicia la búsqueda en varios orfanatos. Paralelamente, un orfanato, dirigido por una despiadada cuidadora, recibe una donación de Magalí, sin saber que realmente está contribuyendo al lugar donde se encuentra su hijo. 

## Temporadas y episodios
| Temporada | Temporada | Episodios | Episodios | Lanzamiento original | Lanzamiento original    |
| Temporada | Temporada | Episodios | Episodios | Primera emisión      | Última emisión          |
| --------- | --------- | --------- | --------- | -------------------- | ----------------------- |
|           | 1         | 170       | 170       | 3 de abril de 2006   | 11 de diciembre de 2006 |

## Reparto

### Elenco adulto[10]
- Jorgelina Aruzzi como Magalí Garcés / Lilí Garcés
- Gastón Ricaud como Lucas "Kili" Rodríguez
- Alejo García Pintos como Pierre (Pedro) Omar Demont
- María Carámbula como Julia Anzorena de Demont
- Mariana Briski (†) como Teresa "Teresita" Gómez
- Gonzalo Heredia como Mateo Von Bauer
- Ernesto Claudio como Víctor Garcés
- Alejo Ortiz como Diego Molina
- Paula Kohan como Alejandra "Ale"
- Mariana Richaudeau como Lucía
- Carolina Pampillo como Bárbara Fernández Alcorta de Garcés
- Adrián Spinelli como Licenciado Patricio Perelli

### Elenco infantil[10]
- Lali Espósito como Agustina "Agus" Ross
- Peter Lanzani como Nicolás "Tábano" Ramirez
- Candela Vetrano como Valeria "Vale" San Simón
- Stéfano De Gregorio como Juan Manuel "Petardo" Flores
- Facundo Aguilar como Damián Lerner "Julepe"
- Guido Pennelli como Fernando "Fercho" Bulasini
- Gastón Soffritti como Federico Romero “Pulgas”
- Eva De Dominici como Micaela "Miki" Cortés
- Nicole Popper como Paula Ramírez
- Guadalupe Antón como Ana "Anita" de los Santos / Molina Garcés
- Camila Castro como Luna "Lunita" Cairoli
- Ricardo Aiello como Manuel "Nano" Sierra
- Delfina Varni como Thiara "Thiarita" Demont Anzorena
- Luciano Ruíz como Marcel Demont Anzorena
- Geraldine Visciglio como Geraldine
- Rocío Aguirre como Rocío

### Participaciones[10]
- Gloria Carra como Betiana Dalecio / Beatriz Pérez
- Dolores Sarmiento como Melissa
- Agustín Sierra como Franco
- Nicolás Riera como Modelo
- Brenda Gandini como Constanza "Conni"
- Lucrecia Blanco como Marina
- José Zito como Felipe
- Irene Almus como Úrsula
- Nazareno Antón como Santiago
- Verónica Pelaccini como Mercedes
- Víctor Moyano como Alejandro "Willy"
- Susana Ortiz (†) como Nora
- Laura Oliva como María Antoinette "Antonieta" Demont
- Marta Carrier como Lourdes (Lupa) Demont

## Banda sonora
En 2006 salió a la venta el álbum Chiquititas: 24 Horas con las canciones de la tira y publicado por la empresa discográfica EMI. Las canciones del disco son nuevas versiones de las interpretadas en el Chiquititas original (entre 1995 y 2001), a excepción de «Chiquititas 2006», que toma la melodía de la intro de Jugate conmigo y «Dónde estás». El álbum fue certificado con disco platino por CAPIF tras superar las 75 000 unidades vendidas y se posicionó como el séptimo disco más vendido de Argentina en 2006.

### Canciones
| #   | Título                 | Escritor(es)                | Interpretado por                   |
| --- | ---------------------- | --------------------------- | ---------------------------------- |
| 1.  | Chiquititas 2006       | Cris Morena y Carlos Nilson | Elenco                             |
| 2.  | Corazón con Agujeritos | Cris Morena y Carlos Nilson | Jorgelina Aruzzi y Camila Castro   |
| 3.  | Todo Todo              | Cris Morena y Carlos Nilson | Elenco                             |
| 4.  | Mentiritas             | Cris Morena y Carlos Nilson | Jorgelina Aruzzi y Guadalupe Antón |
| 5.  | Amigas                 | Cris Morena y Carlos Nilson | Elenco                             |
| 6.  | Estoy Loco             | Cris Morena y Carlos Nilson | Jorgelina Aruzzi y Gastón Ricaud   |
| 7.  | Hasta Diez             | Cris Morena y Carlos Nilson | Elenco                             |
| 8.  | Por Una Vez            | Cris Morena y Carlos Nilson | Mariana Espósito                   |
| 9.  | 24 Horas               | Cris Morena y Carlos Nilson | Elenco                             |
| 10. | Dónde Estás            | Cris Morena y Carlos Nilson | Jorgelina Aruzzi                   |
| 11. | Había Una Vez          | Cris Morena y Carlos Nilson | Jorgelina Aruzzi                   |
| 12. | Malísima               | Cris Morena y Carlos Nilson | Mariana Brisky y Elenco            |
| 13. | Igual A Los Demás      | Cris Morena y Carlos Nilson | Nicole Popper                      |
| 14. | Me Pasan Cosas         | Cris Morena y Carlos Nilson | Mariana Espósito                   |
| 15. | Volar Mejor            | Cris Morena y Carlos Nilson | Elenco                             |

## Premios
| Año  | Premio                     | Categoría                     | Resultado |
| ---- | -------------------------- | ----------------------------- | --------- |
| 2006 | Una muñeca de oro (premio) | Mejor serie juvenil argentina | Nominado  |
| 2006 | Premios Martin Fierro      | Mejor comedia juvenil         | Nominado  |

## Adaptaciones
- En el 2007 se realizó una versión en Portugal, que sacó a la venta 2 CD.
- Se realizó una adaptación en Rumanía entre el 2007-2008.
- Fue exhibida en 2008 en Brasil y en Grecia.

## Chiquititas: The Magical Journey(videojuego cancelado)
Chiquititas: The Magical Journey iba a ser un juego de acción-aventura basado en la adaptación portuguesa de Chiquititas Sin Fin y que sería lanzado en el año 2009, producido por Biodroid Productions y distribuido por Emergent. iba a ser lanzado para las consolas PS2 y Wii, el juego tendría como personajes jugables a Lily y Kili de la telenovela del 2006, en uno de los videos lanzados por Biodroid se podía ver que el juego sería de plataforma con elementos de acción-aventura. El juego fue cancelado sin darse a conocer un motivo específico de forma oficial.